# Isla de las Esculturas (Córdoba)

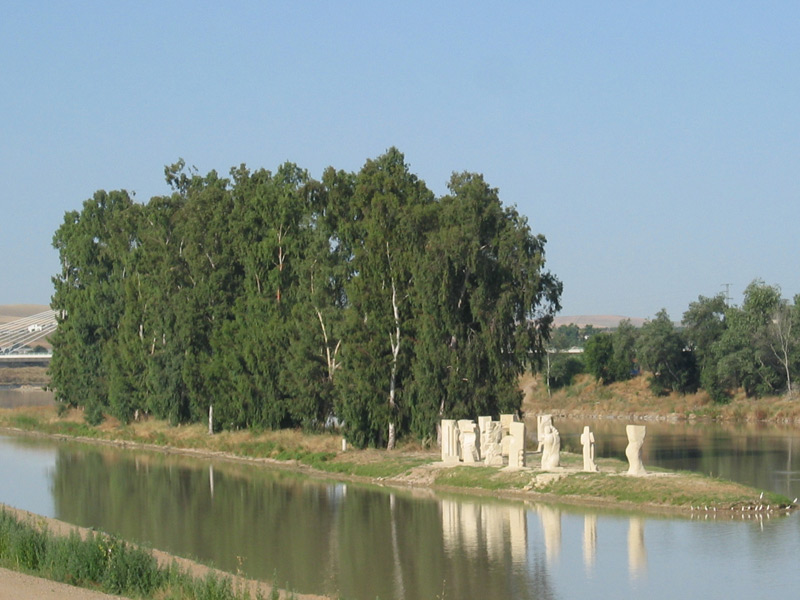
Isla de las esculturas.

La isla de las esculturas es una isla artificial creada en el río Guadalquivir a su paso por Córdoba, aguas abajo del Puente de San Rafael, tras la remodelación de sus márgenes. 
Su nombre obedece a la existencia de una docena de esculturas realizadas en piedra por distintos autores durante el Simposio Internacional de Escultura celebrado en Córdoba en 2004.
Se conservan en esta pequeña isla los últimos restos de lo que fue un inmenso eucaliptal que cubría la margen izquierda del Guadalquivir, casi desde el Puente de San Rafael hasta la Azuda de Casillas y que paulatinamente fue desapareciendo, primero con la construcción del polígono industrial y, finalmente, con la remodelación de las márgenes.
La permanencia de estos árboles en la isla fue defendida por Lawrence Gundabuka, director del Simposio, contra los que pedían su sustitución por especies autóctonas, como olivos o naranjos, argumentando que el eucalipto ha formado parte del paisaje de Córdoba durante los últimos siglos, por lo que no puede considerarse una especie invasora.
En repetidas ocasiones, y por varios colectivos, se ha pedido que se habilite el acceso a la isla, bien con la construcción de pasarelas o estableciendo un pequeño recorrido en barca. El Ayuntamiento de Córdoba estudia esta segunda opción, y pretende establecer un recorrido en barca que parta desde el Molino de la Alegría hasta la isla.